# Morrison County
Morrison County is een county in de Amerikaanse staat Minnesota.
De county heeft een landoppervlakte van 2.912 km² en telt 31.712 inwoners (volkstelling 2000). De hoofdplaats is Little Falls.

## Bevolkingsontwikkeling

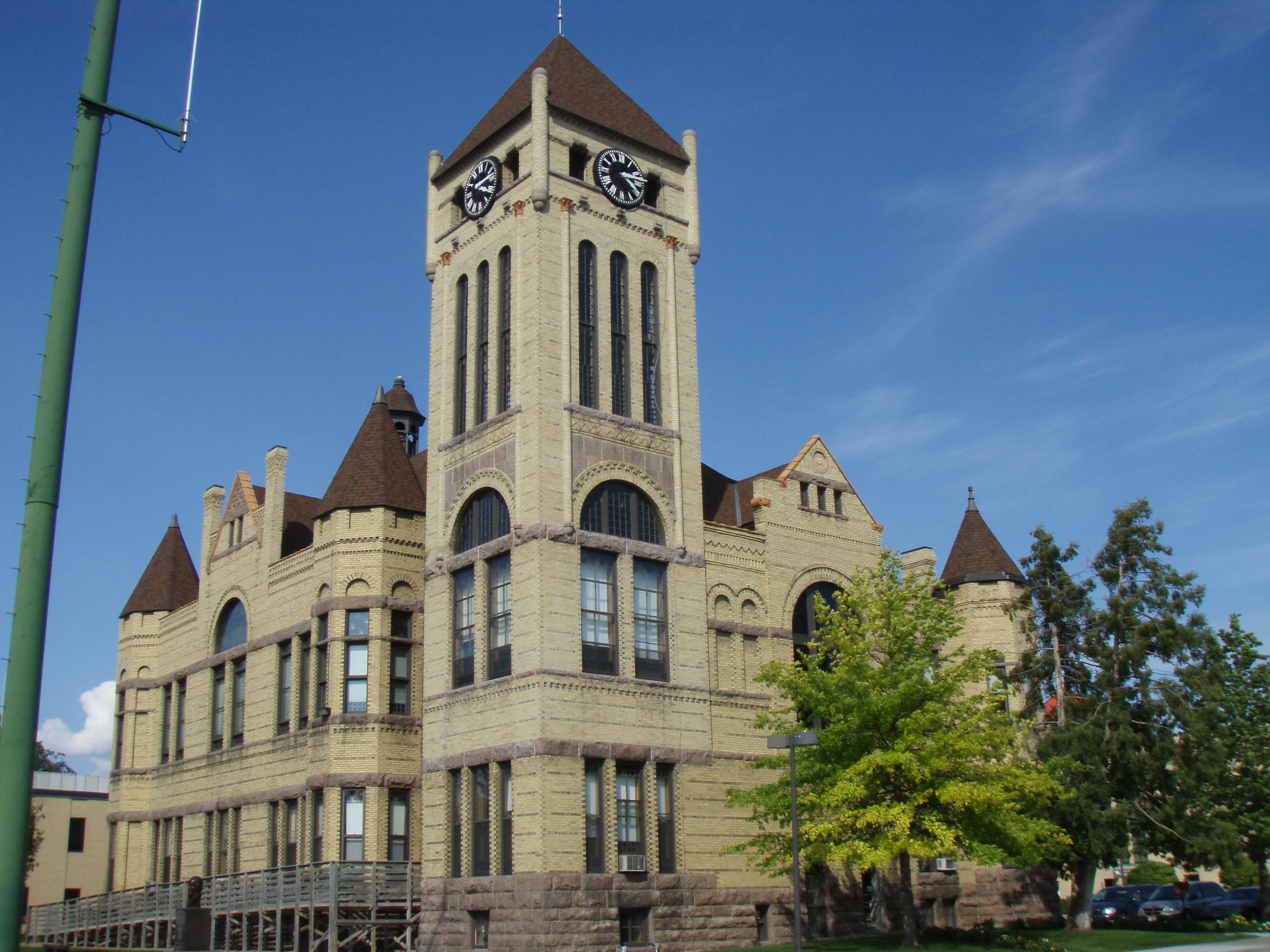
Morrison County Courthouse